# Liste d'instituts de théologie évangélique
La Liste d’instituts de théologie évangélique, par continent, par pays, par courant. Cet article contient les instituts de théologie évangélique  adhérant à la doctrine de l’Église de professants, dont les principaux sont l’anabaptisme, le baptisme et le pentecôtisme.

## Afrique

### Togo
- École supérieure baptiste de théologie de l'Afrique de l'Ouest, Convention baptiste du Togo, Lomé
- Faculté de théologie des Assemblées de Dieu, Assemblées de Dieu, Lomé

## Amérique

### Canada
- Séminaire baptiste évangélique du Québec, Association d'Églises baptistes évangéliques au Québec, Montréal
- Faculté de théologie évangélique (Montréal), interconfessionnelle, Montréal
- Institut biblique du Québec, Assemblées de la Pentecôte du Canada, Longueuil
- École de théologie évangélique du Québec, interconfessionnelle, Montréal
- Institut de théologie pour la Francophonie, Association chrétienne pour la Francophonie, Longueuil

### États-Unis
- Séminaire théologique Fuller, interconfessionnelle, Pasadena
- Séminaire théologique baptiste du Sud, Convention baptiste du Sud, Louisville (Kentucky)
- Séminaire théologique baptiste du Sud-Ouest, Convention baptiste du Sud, Fort Worth

### Haïti
- Université Chrétienne du Nord d'Haïti (UCNH), elle a la meilleure Faculté de théologie en Haïti.
- Université Jean Calvin d'Haïti (UJCAH).
- Séminaire de Théologie Évangélique de Port-au-Prince (STEP),
- Union Évangélique Baptiste d'Haïti (UEBH), Port-au-Prince

## Asie

### Chine
- Séminaire théologique baptiste de Hong Kong, Convention baptiste de Hong Kong, Hong Kong

## Europe

### Belgique
- Continental Theological Seminary, Assemblées de Dieu, Leeuw-Saint-Pierre
- Institut Biblique de Bruxelles, interconfessionnelle, Bruxelles
- Faculté de théologie évangélique de Louvain, interconfessionnelle, Louvain

### France
- Faculté de théologie protestante de Strasbourg
- Institut biblique de Nogent, interconfessionnelle, Nogent-sur-Marne
- Faculté libre de théologie évangélique, interconfessionnelle, Vaux-sur-Seine
- Faculté Jean Calvin, interconfessionnelle, Aix-en-Provence
- Institut de théologie biblique, Assemblées de Dieu de France,  Léognan

### Royaume-Uni
- Collège Spurgeon, Union baptiste de Grande-Bretagne, Londres

### Suisse
- Institut biblique de Genève, interconfessionnelle, Cologny-Genève
- ICF College, International Christian Fellowship, Lausanne